# Potok Bański

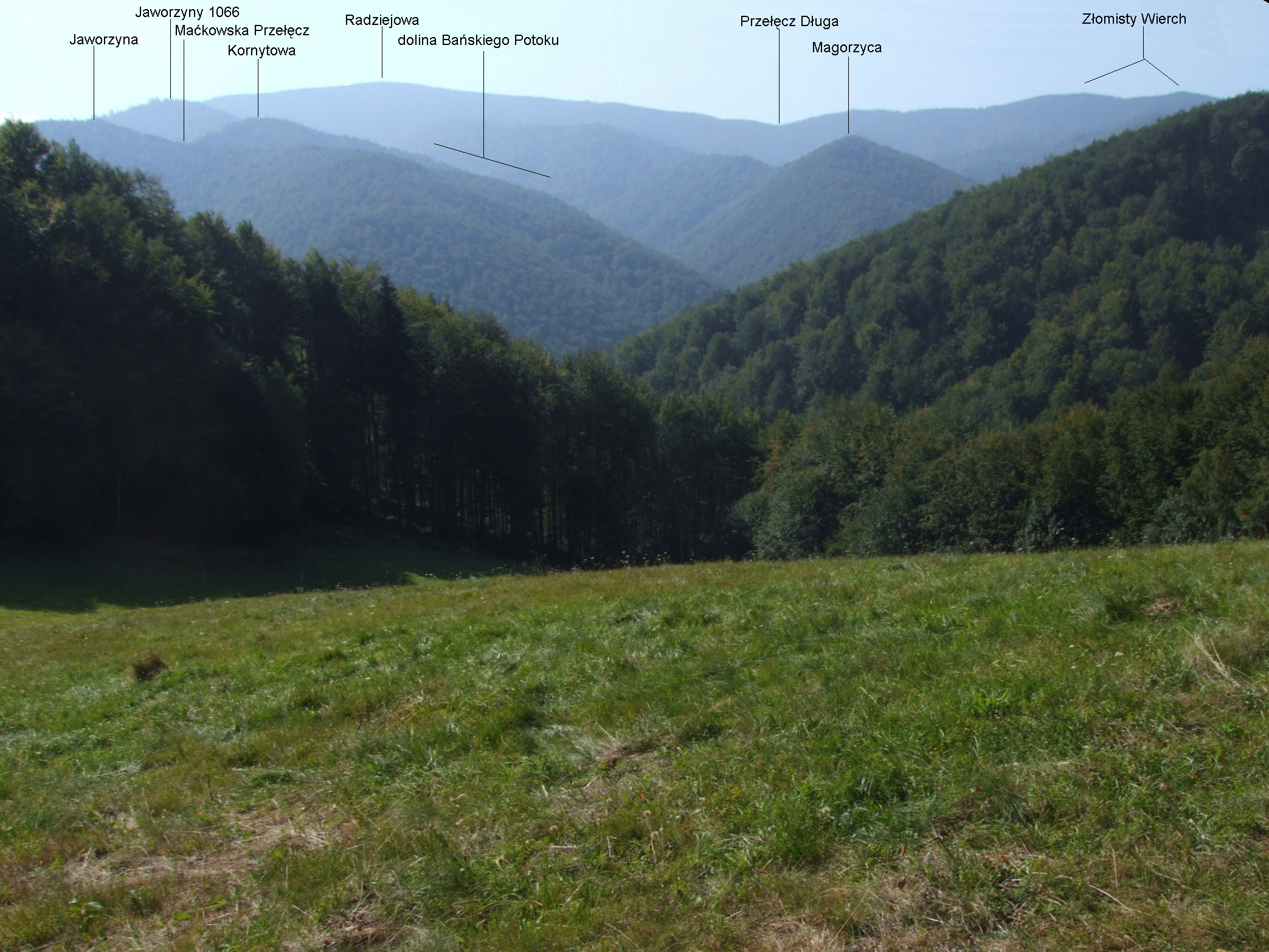
Widok z Kanarkówki na dolinę Bańskiego Potoku

Potok Bański – potok w Paśmie Radziejowej w Beskidzie Sądeckim, dopływ potoku Wielka Roztoka. Potok Bański to nazwa podawana przez urzędowy wykaz hydronimów oraz mapę Geoportalu, w niektórych przewodnikach turystycznych i na niektórych mapach znany jest pod nazwą potoku Baniska. Ma źródła na wysokości około 1050 m pod północnymi stokami Radziejowej (1266 m). Spływa głęboką doliną w północnym kierunku i na wysokości 542 m uchodzi do Wielkiej Roztoki. Zbocza Potoku Bańskiego tworzą dwa grzbiety Radziejowej; od zachodniej strony grzbiet zakończony wierzchołkiem Magorzycy (881 m), od wschodniej strony grzbiet z wierzchołkami Jaworzyny (1068 m) i Kornytowa (830 m).
Dolina Potoku Bańskiego jest obecnie całkowicie porośnięta lasem. Dawniej jednak istniała na jej dnie polana Ceranka, były też polany na stokach Magorzycy. W 1955 w górnej części doliny potoku otworzono leśny rezerwat przyrody Baniska. W 2007 powiększono go do powierzchni 141,96 ha. Rezerwat chroni dobrze zachowany pierwotny fragment lasu ze starymi okazami drzew. Do rezerwatu dojść można nieoznakowaną drogą gruntową wzdłuż Bańskiego Potoku. Rezerwat zaczyna się 1,5 km od ujścia potoku i ciągnie jeszcze przez 1,2 km w górę. Cała zlewnia potoku znajduje się w granicach wsi Roztoka Ryterska w województwie małopolskim, w powiecie nowosądeckim, w gminie Rytro.
Nazwa potoku pochodzi od słowa baniska oznaczającego miejsce, gdzie były (są) banie, baniory, baseny wodne, co charakterystyczne dla górskich potoków.